# Ingar Nielsen
 Ingar H. Nielsen  (ur. 29 sierpnia 1885 w Oslo, zm. 21 stycznia 1963 tamże) – norweski żeglarz sportowy. Dwukrotny złoty medalista olimpijski.
Brał udział w dwóch igrzyskach (IO 20, IO 24), na obu zdobył złote medale. W 1920 sięgnął po złoto w klasie 10 m w formule 1907. Cztery lata później ponownie triumfował, tym razem w klasie 8 m.